# Raymond Washington

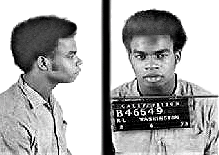
Politiefoto van Raymond Washington uit 1974

Raymond Lee Washington (14 augustus 1953 – 9 augustus 1979) was de oprichter van een straatbende in Los Angeles, die later bekend zou worden onder de naam de Crips. Het was een van de gewelddadigste bendes uit de geschiedenis van de Verenigde Staten.
Raymond Washington werd geboren in Los Angeles County, Californië. Toen hij 3 jaar oud was, verhuisde zijn familie naar Los Angeles, 76th Street in South-Central. In 1969 richtte hij op zijn school een bende op genaamd de Baby Avenues, een verwijzing naar een bende uit de jaren 60 die geleid werd door Craig en Robert Munson, The Avenue Boys.
Later veranderde de naam van Baby Avenues naar Avenue Cribs, en in 1971 was de naam verder geëvolueerd in de Crips. Ook in 1971 kwam Stanley Williams bij de bende en vormde de Westside Crips. Samen met Raymond Washington zorgde hij ervoor dat het gebied van de bende zich uitstrekte naar andere gebieden in Zuid-Californië.
In 1979 werd Washington neergeschoten door iemand die hij mogelijk kende, misschien iemand uit zijn ex-bende. Hij had zijn gangleden geleerd nooit naar een auto te lopen tenzij het iemand is die je kan vertrouwen. Hij werd neergeschoten door een zogenaamde sawed off shotgun en overleed. Dit was vijf maanden nadat hij gearresteerd werd voor viervoudige moord. De dader is nooit gevonden.